# Kietzwerder
Kietzwerder ist eine Insel in der Lieps, einem See im Stadtgebiet von Neubrandenburg im Landkreis Mecklenburgische Seenplatte. Die Insel liegt im Westteil des Sees, etwa 250 Meter östlich von Prillwitz. Kietzwerder ist unbewohnt und gehört zum Naturschutzgebiet Nonnenhof.
Der Kietzwerder war ursprünglich rund 1900 m² groß. Bei archäologischen Grabungen wurde Keramikreste aus vorslawischer Zeit gefunden, die sich jedoch nicht sicher datieren ließen. Weitere Funde weisen auf eine Besiedlung der Insel seit dem 7. oder 8. Jahrhundert hin, als sich im südlichen Teil des Tollensesee und an und in der Lieps eine slawische Siedlungskammer mit dem Bacherswall als Zentrum herausbildete. Im 11. und 12. Jahrhundert befand sich auf dem Kietzwerder eine Handwerkersiedlung (Kietz), die zum jungslawischen Zentrum auf dem Hanfwerder gehörte. Die Insel war über Holzbrücken mit dem Festland bei Prillwitz und dem Südende der Halbinsel Nonnenhof verbunden und übte wahrscheinlich eine Kontrollfunktion über den Zugang zum Siedlungszentrum aus. Die auf dem Kietzwerder und der Fischerinsel siedelnden Handwerker bildeten mit ihren Produkten neben der Landwirtschaft der umliegenden Dörfer die wirtschaftliche Grundlage dieses Zentrums und trieben Fernhandel.
Mit dem Entstehen einer frühdeutschen Burganlage bei Prillwitz in der ersten Hälfte des dreizehnten Jahrhunderts wurde der Kietzwerder zur Dienstsiedlung dieser Burg umfunktioniert und aus dem slawischen Siedlungskomplex herausgelöst. In der zweiten Hälfte des 13. Jahrhunderts kam es, bedingt durch das Anstauen der Tollense am Oberbach für den Betrieb der Vierrademühle, zu einem Anstieg des Wasserspiegels von Tollensesee und Lieps um etwa 0,8 Meter. Dabei wurden große Teile des Kietzwerders überflutet, so dass die Siedlung aufgegeben werden musste.
Erstmals 1968 wurden auf dem Kietzwerder durch einen ehrenamtlichen Bodendenkmalpfleger slawische und frühdeutsche Keramikfunde geborgen. In den Jahren 1974 und 1975 wurden, begünstigt durch Wasserstände von 40 cm unter Normal, archäologische Untersuchungen auf dem Kietzwerder und den anderen Inseln in Lieps und Tollensesee durchgeführt. Der Kietzwerder hatte zu dieser Zeit eine Fläche von etwa 432 m² und ragte bis zu 50 cm über die Wasseroberfläche hervor. Die meisten Funde stammten aus dem Flachwasserbereich in Umfeld der Insel.
In den letzten drei Jahrzehnten des 20. Jahrhunderts ging die Insel durch extremen Besatz mit Kormoranen fast vollständig unter. Vom prachtvollen alten Baumbestand existieren seither nur noch wenige Reste. Nach dem Absterben der Vegetation wurde der Kietzwerder durch Eisgang und Wellenschlag bis auf eine Fläche von 40 m² abgetragen. In den Jahren 1996 und 1997 wurde die Insel durch Aufspülung und Aufschüttung saniert und dabei wieder deutlich vergrößert.